# Jeunesse (film, 1952)
Pour les articles homonymes, voir Jeunesse (homonymie) et Giovinezza.
Pour plus de détails, voir Fiche technique et Distribution.
Jeunesse (Giovinezza) est une comédie dramatique français réalisé par Giorgio Pàstina et sorti en 1952.
Le chanteur Charles Trenet fait une apparition dans le film dans son propre rôle.

## Synopsis
Mario est amoureux d'Anna, mais le père de celle-ci, un brigadier, s'oppose à leur amour, estimant que le garçon n'est bon à rien.
Un soir, Mario rencontre dans une boîte de nuit une de ses anciennes amours, Irène : la passion est immédiatement ravivée entre eux. Après avoir gaspillé toutes ses économies pour la jeune fille, Mario se tourne vers l'usurier Cesare pour obtenir un petit prêt ; l'homme accepte mais, à la deuxième demande de Mario, il impose des conditions : Mario devra conduire un camion transportant des paquets de cigarettes illégales. Mais son père l'apprend et éloigne Mario de Sor Cesare, prenant toute la responsabilité de dénoncer l'homme à la police.
Plus tard, Mario fait la paix avec son grand amour, Anna, et la paix règne entre les deux familles.

## Fiche technique
- Titre italien : Giovinezza[1]
- Titre français : Jeunesse[2]
- Réalisateur : Renato Castellani
- Scénario : Giorgio Pàstina, Fiorenzo Fiorentini
- Photographie : Tino Santoni (it)
- Montage : Edmondo Lozzi
- Musique : Costantino Ferri (it)
- Décors : Giovanni Sarazani (it)
- Production : Enrico Bomba
- Société de production : Zeus Film
- Pays de production :  Italie
- Langue originale : italien
- Format : Noir et blanc - 1,37:1 - Son mono - 35 mm
- Durée : 91 minutes
- Genre : Comédie dramatique
- Dates de sortie :
  - Italie : 1952 (visa délivré le 7 août 1952[1])
  - France : 18 décembre 1953[2]

## Distribution
- Delia Scala : Tamara
- Hélène Rémy : Anna
- Franco Interlenghi : Mario
- Camillo Pilotto : Cesare
- Alberto Sordi : Alberto
- Carlo Sposito : colporteur
- Virgilio Riento : Matteo
- Eduardo Passarelli : le brigadier
- Riccardo Billi : colporteur
- Nilla Pizzi : chanteuse
- Enrico Luzi (en) : vendeur
- Alberto Sorrentino : colporteur
- Carlo Hintermann
- Gino Latilla : chanteur
- Charles Trenet : lui-même

## Production
Le film a été tourné dans les studios de Cinecittà, dans les rues de Rome et dans certains lieux du Latium.